# Charleroi District Créatif
Charleroi District Créatif (Charleroi DC), est un projet d’envergure de requalification urbaine du Nord-Ouest du Centre-Ville de Charleroi, initié par la Ville de Charleroi et Charleroi Bouwmeester. Grâce à l’enveloppe de 142 millions d’euros obtenue dans le cadre de la programmation des fonds Feder 2014-2020, la Ville Haute va bénéficier d’une réelle revitalisation. 
Le projet de territoire Charleroi District Créatif s’inscrit dans le vaste plan de réaménagement et de développement de Charleroi Métropole et vise à renforcer sa vocation métropolitaine. Il comporte plusieurs points essentiels visant l’essor économique de toute la région. 

## Projets

### Revitalisation de l'espace urbain
Pour établir un lien cohérent entre le pôle Palais des Expositions – Palais des Beaux-Arts d’une part, et le pôle du futur Campus d’autre part, privilégier les espaces piétons et redynamiser des espaces dégradés et trop vieux. Les grands axes et espaces publics concernés sont notamment la place Charles II (dit le « Cœur de la Ville ») où se dressent l’Hôtel de Ville et le Beffroi de Charleroi classé au Patrimoine mondial de l'UNESCO, désormais dévolue aux piétons. La place du Manège, les rues Neuve et de la Régence, l’avenue de Waterloo, le Square du Monument et le Boulevard Bertrand seront réaménagés et rénovés.  L’axe Solvay-Beaux-Arts-Université du Travail permettra de relier plusieurs lieux majeurs de Charleroi et de la Ville Haute (Eden, Palais des Beaux-Arts, Palais des Expositions, Université du Travail, BPS22, Centre universitaire Zénobe Gramme, GHDC Grand Hôpital de Charleroi…).

### Rénovation du Palais des Expositions

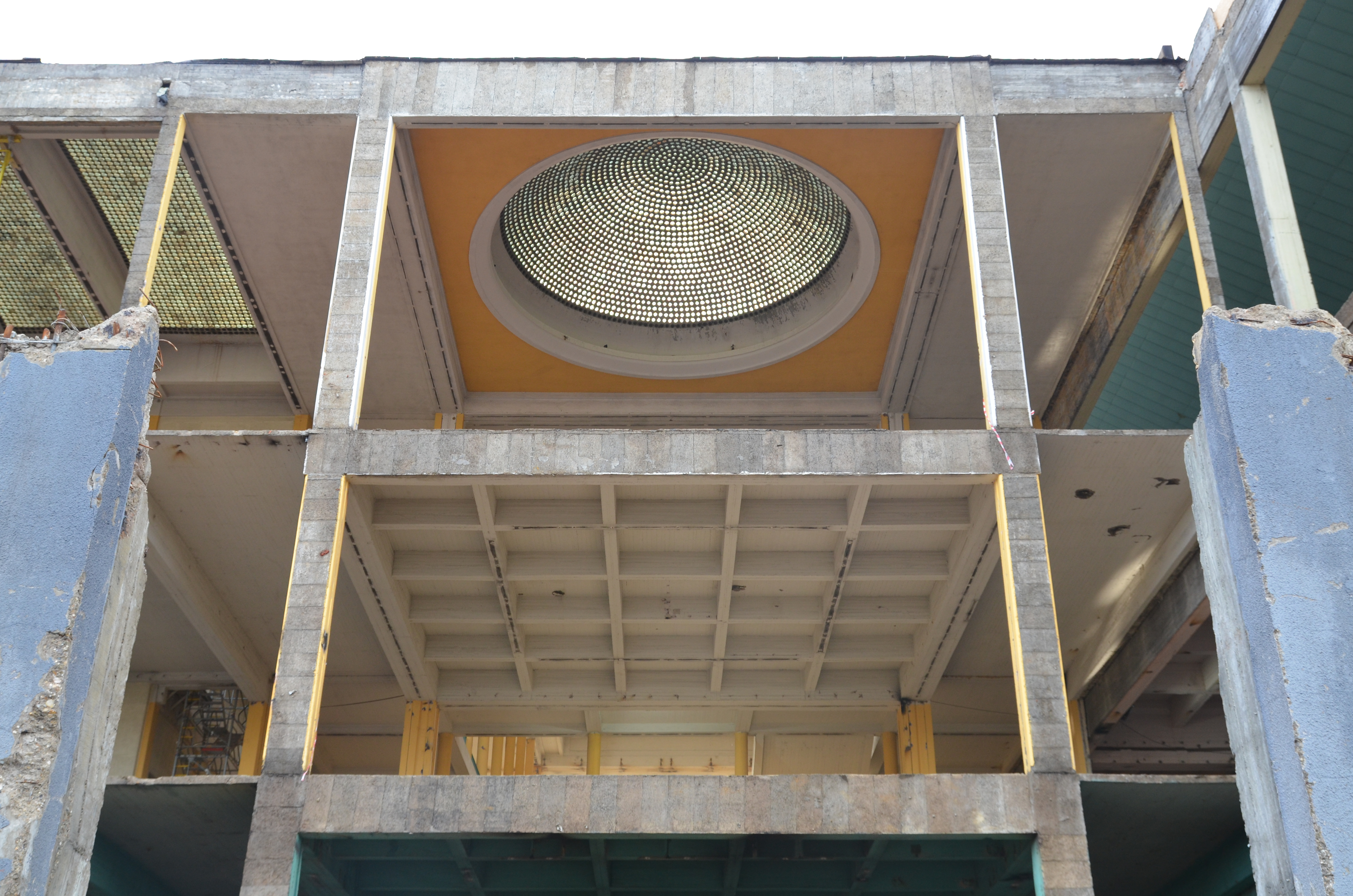
Chantier du Palais des Expositions printemps 2020

Il s’agit d’une reconfiguration complète de ce vaste bâtiment de 60 000 m2, avec déconstruction partielle des espaces, afin de restaurer et rénover le hall principal et les halls existants, de réaliser un aménagement paysager entre l’entrée principale et la Place du Manège, de créer un parking dans les sous-sols…
Depuis le 16 juin 2020, il a été décidé qu’un vaste espace Congrès sera intégré au Palais des Expositions, en remplacement de la construction du nouveau Palais des Congrès prévue initialement.

### Rénovation du Palais des Beaux-Arts
Bâtiment emblématique du patrimoine carolo, le Palais des Beaux-Arts de Charleroi n’a connu aucune rénovation majeure depuis sa création en 1957. Vétuste et ne répondant plus aux normes de conformité, les aménagements viseront notamment à améliorer son efficacité énergétique mais aussi son intégration urbaine sur la Place du Manège,. 

### Rénovation du BPS22
Le Musée d’Art de la Province du Hainaut, pôle culturel important et dynamique de la ville a bénéficié d’une importante rénovation en 2014 – 2015, dirigée par le bureau d'architecture Archiscénographie Roland. Les surfaces d’exposition sont passées à 2 500 m2 et se déploient en deux grands espaces distincts.

### Création d'un pôle d'excellence en formation et enseignement dans le bâtiment Zénobe Gramme
Élaboration d’un Campus des Sciences, des Arts et des Métiers situé sur le site de l’Université du Travail. Ce pôle de formation - enseignement – recherche sera doté d’une Cité des Métiers, d’un Centre universitaire, d’un Centre d’Enseignement Supérieur Technologique et d’un Centre de Compétences « Design – Innovation ». C’est le bâtiment Zénobe Gramme (représentant 18,392 m2 bruts) qui accueillera ce campus et regroupera les enseignements de l’ULB, de l’U.Mons, de l’Université Ouverte de la Fédération Wallonie-Bruxelles et des enseignements supérieurs de la Province de Hainaut en lien avec les enseignements universitaires. 

### Requalification des quais de la Sambre
Le projet est complémentaire des autres projets du portefeuille Phénix (programmation 2007-2013) et se positionne dans le prolongement du projet de rénovation du site de la Gare de Charleroi Sud. Il vise une requalification des quais existants en aval et en amont de la Sambre sur tout son parcours dans le centre-ville et sur les deux rives. De plus, il est prévu une halte nautique sur l’emplacement du bâtiment du Ministère des Finances. 

### Mise en œuvre du Plan lumière
Une mise en lumière des espaces publics correspond au désir de renouveau affiché par la ville de Charleroi et par l’entité Charleroi Métropole. Une réflexion sur le choix et l’ emplacement optimal des sources lumineuses selon les endroits et les fonctionnalités, tout autant que sur les économies d’énergie, a été initiée, avec un investissement de 1,9 million d’euros. Le plan Lumière vise 50 000 euros d’économie par an grâce notamment à l’usage de LED, au diming (en adaptant l’intensité lumineuse), à l’installation de capteurs de mouvement... 
L'ensemble des projets devra être fini d'ici fin 2023.

## Annulation de la création d’un nouveau Palais des Congrès
La création d’un nouveau Centre de Congrès était sans doute l’un des points forts du projet Charleroi DC et devait voir la réalisation d’un bâtiment passif à même de recevoir différents événements d’envergure nationale et internationale.   Mais la Ville de Charleroi y a renoncé, le bourgmestre a tenu une conférence de presse le 16 juin 2020, les autorités communales ayant avancé l’évolution du marché de l’événementiel depuis la programmation des fonds Feder, et surtout le dépassement des budgets par le bureau d’études. Cependant, le budget alloué de 24,7 millions d’euros sera réaffecté et le Palais des Expositions, en pleine rénovation, pourra alors remplir ce rôle. En effet, un espace de congrès va y être aménagé et le Palais des Expositions sera amené à changer de nom, rebaptisé « Le Grand Palais ».
« Nous avons négocié pour conserver l'intégralité des budgets octroyés, en ré-allouant la somme dans les autres projets Feder de lifting complet de la ville haute », a déclaré Paul Magnette.
- 12 millions d'euros sont ajoutés au budget du Palais des Expositions. « On réaffecte cette enveloppe d'une part pour aménager un espace Congrès dans ce gigantesque Palais des Expositions de soixante mille mètres carrés - on a l'espace nécessaire - et de l'autre pour rénover les espaces publics ou encore aménager le bâtiment Zénobe Gramme qui accueillera les étudiants sur le futur campus universitaire », explique le bourgmestre Paul Magnette.

- Une dizaine de millions ira aux aménagements des espaces publics des places Charles II et du Manège, boulevards Bertrand et Solvay, avenues Hénin et Waterloo et les rues environnantes pour plus de verdure, d’espaces pour piétons et vélos.

- Une tranche de 2,5 millions sera ajoutée au bâtiment Zénobe Gramme[16].